# Круглов, Николай Данилович
Николай Данилович Круглов (23 октября 1939 года — 3 февраля 2013 года) — советский и российский учёный-зоолог, специалист в области малакологии.

## Биография
В 1958 году окончил среднюю школу в Калужской области, а в 1963 году после окончания с отличием Смоленского пединститута был оставлен при кафедре зоологии.
В 1969 году защитил кандидатскую диссертацию, а 1985 году — докторскую в Зоологическом институте АН СССР. Доктор биологических наук (1985), профессор (1986). Под его руководством защищено 6 кандидатских диссертаций. Прошёл путь от ассистента до декана факультета. С 1979 по 2010 год заведовал кафедрой зоологии.
Под руководством Н. Д. Круглова в Смоленском государственном педагогическом университете начинались масштабные исследования малакофауны России и сопредельных территорий. Н. Д. Круглов занимался проблемами систематики, морфологии, биологии развития пресноводных моллюсков, а также проблемами особо охраняемых территорий. Опубликовано более 100 научных и научно-популярных работ.
В 2005 году Н. Д. Кругловым опубликована крупная монография «Моллюски семейства прудовиков Европы и Северной Азии» (507 с.), проведены таксономические ревизии крупных семейств брюхоногих моллюсков: Lymnaeidae, Acroloxidae, Planorbidae, Viviparidae, Succineidae. В процессе этой ревизии профессор Н. Д. Круглов вместе со своими учениками описал как новые для науки 100 таксонов (1 семейство, 1 род, 11 подродов, 21 секцию, 66 видов).
Огромный вклад внёс профессор Н. Д. Круглов в развитие природоохранной деятельности на Смоленщине и сохранение научного наследия учёных-земляков. Он стоял у истоков создания национального парка Смоленское Поозерье, а его аспиранты-ученики провели значительную работу по изучению малакофауны территорий, вошедших в состав парка.
При совместном участии парка «Смоленское Поозерье», Экологического совета Смоленской области, Консультативного центра «ЭкоПол» и Конкордия университета (Портленд, Орегон, США) была подготовлена международная программа по разработке региональной модели устойчивого развития. По инициативе и под руководством Н. Д. Круглова была издана Красная книга Смоленской области и начаты работы по её мониторингу.
Профессор Н. Д. Круглов был включён в справочник «Малакологи СССР» (1983), в «Энциклопедию интернациональных биографий» (Dicitionary of International Biography, Edition XXIII: 1994) (Великобритания, Кембридж, 1994), в книгу «Кто есть кто: Биоразнообразие. Россия и сопредельные территории» (РАН, 1997), в Краткую энциклопедию Смоленск, 1994 г., Энциклопедию Смоленской области, 2010 г., в издание Подвижники земли Смоленской, 2003 г.
В честь Н. Д. Круглова назван вид прудовиков Tibetoradix kruglovi Bolotov, Vinarski & P. V. von Oheimb, 2021.
Заслуженный работник высшей школы РФ (04.12.1998), заслуженный деятель науки РФ (31.10.2008).